# Gillian O’Sullivan
Gillian O’Sullivan (* 21. August 1976 in Killarney) ist eine ehemalige irische Geherin.
Bei den Olympischen Spielen 2000 in Sydney belegte sie den zehnten Platz im 20-km-Gehen. Bei den Leichtathletik-Europameisterschaften 2002 in München kam sie auf den vierten und bei den Weltmeisterschaften 2003 in Paris auf den zweiten Platz. Ihre Bestzeit über 20 km stellte sie 2003 mit 1:27:22 Stunden auf.
Im April 2007 verkündete sie ihren Rücktritt vom Wettkampfsport.